# R-시테이 (래퍼)
R-시테이(일본어: R-指定, 1991년 9월 10일~ )는 일본의 래퍼, 작사가이자 배우로, 오사카부 사카이시 출신다.